# Podnoszenie ciężarów na Letnich Igrzyskach Olimpijskich 2004 – waga musza kobiet
Rywalizacja w wadze do 48 kg kobiet w podnoszeniu ciężarów na Letnich Igrzyskach Olimpijskich 2004 odbyła się 14 sierpnia w Hali Olimpijskiej Nikea. W rywalizacji wystartowało 15 zawodniczek z 14 krajów. Tytułu sprzed czterech lat nie obroniła Tara Cunningham (Nott) z USA, która tym razem zajęła dziesiąte miejsce. Nową mistrzynią olimpijską została Turczynka Nurcan Taylan, srebrny medal wywalczyła Chinka Li Zhuo, a trzecie miejsce zajęła Aree Wiratthaworn z Tajlandii.
Pierwotnie czwarte miejsce zajęła Nan Aye Khine z Mjanmy, jednak po wykryciu w jej organizmie zabronionych środków została ona zdyskwalifikowana.

## Wyniki
| Pozycja | Zawodnik          | Reprezentacja     | Grupa | Waga  | Rwanie | Rwanie | Rwanie | Podrzut | Podrzut | Podrzut | Wynik |
| Pozycja | Zawodnik          | Reprezentacja     | Grupa | Waga  | 1      | 2      | 3      | 1       | 2       | 3       | Wynik |
| ------- | ----------------- | ----------------- | ----- | ----- | ------ | ------ | ------ | ------- | ------- | ------- | ----- |
| 1. !    | Nurcan Taylan     | Turcja            | A     | 47,21 | 90,0   | 95,0   | 97,5   | 107,5   | 112,5   | 112,5   | 210,0 |
| 2. !    | Li Zhuo           | Chiny             | A     | 47,65 | 90,0   | 92,5   | 95,0   | 112,5   | 120,0   | 120,0   | 205,0 |
| 3. !    | Aree Wiratthaworn | Tajlandia         | A     | 47,82 | 80,0   | 85,0   | 85,0   | 105,0   | 110,0   | 115,0   | 200,0 |
| 4       | Kunjarani Devi    | Indie             | A     | 47,78 | 82,5   | 82,5   | 85,0   | 102,5   | 107,5   | 112,5   | 190,0 |
| 5       | Izabeła Dragnewa  | Bułgaria          | A     | 47,63 | 80,0   | 82,5   | 85,0   | 100,0   | 105,0   | 105,0   | 187,5 |
| 6       | Chen Han-tung     | Chińskie Tajpej   | A     | 47,62 | 80,0   | 82,5   | 82,5   | 102,5   | 102,5   | 105,0   | 182,5 |
| 7       | Blessed Udoh      | Nigeria           | A     | 47,46 | 75,0   | 80,0   | 80,0   | 100,0   | 105,0   | 105,0   | 180,0 |
| 8       | Choe Un-sim       | Korea Północna    | A     | 47,33 | 82,5   | 85,0   | 85,0   | 95,0    | 95,0    | 97,5    | 177,5 |
| 9       | Hiromi Miyake     | Japonia           | A     | 47,38 | 72,5   | 77,5   | 77,5   | 97,5    | 102,5   | 102,5   | 175,0 |
| 10      | Tara Cunningham   | Stany Zjednoczone | A     | 47,40 | 77,5   | 80,0   | 80,0   | 90,0    | 95,0    | 95,0    | 172,5 |
| 11      | Chen Wei-ling     | Chińskie Tajpej   | A     | 47,01 | 72,5   | 75,0   | 75,0   | 95,0    | 102,5   | 102,5   | 170,0 |
| 12      | Gema Peris        | Hiszpania         | A     | 47,46 | 77,5   | 80,0   | 80,0   | 90,0    | 92,5    | 92,5    | 167,5 |
| 13      | Enga Mohamed      | Egipt             | A     | 47,74 | 72,5   | 75,0   | 75,0   | 90,0    | 95,0    | 95,0    | 165,0 |
| —       | Rosmainar         | Indonezja         | A     | 47,87 | 80,0   | 80,0   | 80,0   | —       | —       | —       | —     |
| —       | Nan Aye Khine     | Birma             | A     | 47,48 | 82,5   | 82,5   | 85,0   | 107,5   | 107,5   | 112,5   | DSQ   |